# Léyou
Léyou är ett vattendrag i Gabon, ett biflöde till Lolo. Det bildar gräns mellan provinserna Haut-Ogooué och Ogooué-Lolo, i den centrala delen av landet, 400 km öster om huvudstaden Libreville.